# 大桑バイパス
大桑バイパス（おおくわバイパス）は、栃木県日光市を通る国道121号（国道352号重複）のバイパスである。
日光市の今市市街地から北上して大谷橋を渡ると、会津西街道を踏襲する旧道は大谷向交差点で右折して日光杉並木に囲まれた住宅地の中を通っていく片側一車線でカーブの多い道であった。また、国道461号との分岐点付近には東武鬼怒川線の踏切があり、ボトルネックとなっていた。
日光杉並木の保全と通過交通の分散化を目的として計画されたのが本バイパスであり、バイパスは大谷向交差点からそのまま北上していく片側二車線の整備された道路で、途中交差する東武鬼怒川線を跨線橋で超えており、今市市街地の渋滞緩和や鬼怒川温泉へのアクセスルートとして機能している。
なお、バイパス開通後の旧道も引き続き国道121号・国道352号の指定を受けている。

## 概要
- 起点：栃木県日光市今市大谷向
- 終点：栃木県日光市大桑町砥川橋南
- 車線：全線片側2車線
- 総延長：3,448 m[[[Wikipedia:検証可能性|要検証]] – ノート]
- 開通年：1981年12月

## 交差する道路
- 栃木県道245号栗山今市線
- 栃木県道279号大桑大沢線

## 沿線施設
- 日光市立今市第二小学校
- 今市警察署
- 丸彦製菓日光工場
- 今市自動車教習所
- 東武鉄道鬼怒川線大谷向駅・大桑駅
- 日光市立豊岡中学校